# 美國陸軍第173空降旅
第173空降旅级戰鬥队（英語：173rd Airborne Brigade Combat Team），是美國陸軍的一支空降步兵旅級戰鬥隊，現駐地在義大利東北部維琴察的埃德勒兵營，目前屬性為美國歐洲司令部下轄的常規空降戰略反應部隊。部隊別名即中文裡「天兵」的英譯，源自於1960年代初期，該旅在台灣與中華民國傘兵聯合訓練時的一系列同名演習代號——「天兵演習」。
該部隊於1915年即創建為第173步兵旅，並且於第一次世界大戰時就派往海外，但主要卻以參與越南戰爭而著稱，並且也屬於美國陸軍最早部署至越南戰場的一批地面作戰單位。於1965年到1971年間在越參戰時，投入的行動以駝峰行動和章克申城行動較為顯著，得蘇戰役則為越南時期最有名的一戰，173旅在該戰中與越南人民軍（北越軍）近距交戰、死傷慘重。因為在越南的參戰，旅上官兵獲頒的勛獎共計7,700枚左右，當中紫心勳章就超過6,000枚。部隊於1972年返美後，其下的503團第1營、第2營均編入第101空降師的第3旅，其餘單位則悉數解散。
2000年重新組編為現役部隊後，173旅5次赴中東支援美國的反恐戰爭，參與了伊拉克自由行動中對伊拉克的初步入侵行動，也在阿富汗4度支援持久自由行動，分別是2005年－2006年、2007年－2008年、2009年－2010年，及2012年－2013年。2013年年初時才從阿富汗東部的部署地撤出。
173空降旅已獲頒21條參戰飄帶，包括因越南得蘇戰役而獲得的美國總統部隊嘉許獎。

## 組織

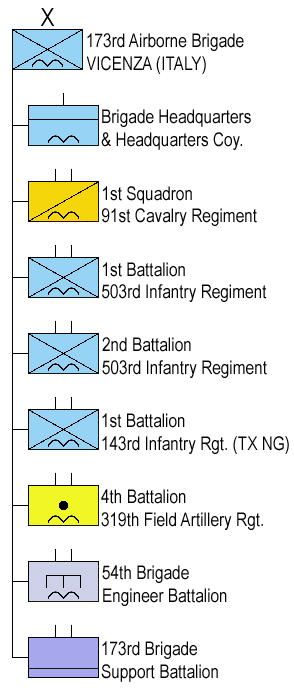
173空降戰鬥旅架構圖

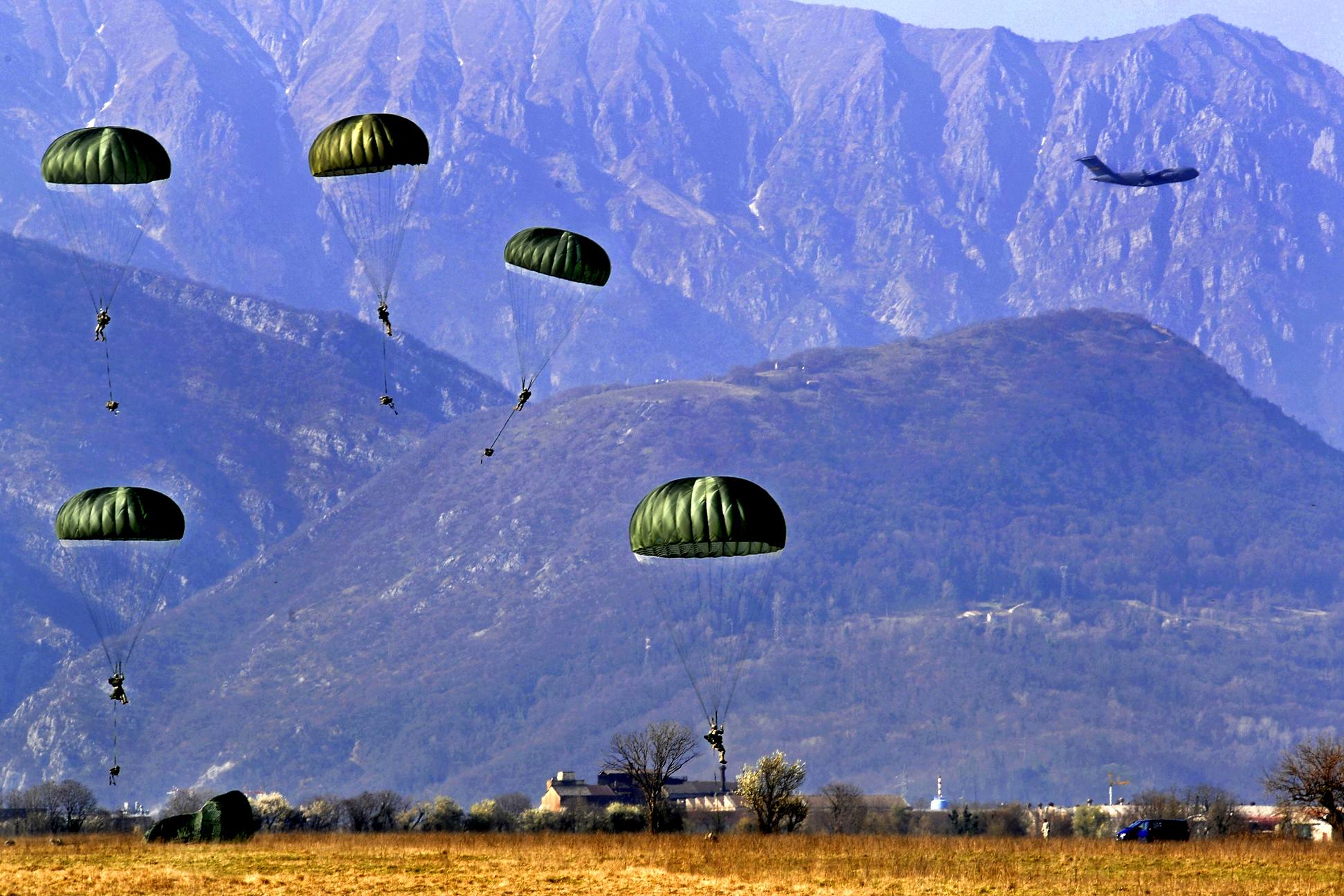
173空降旅在義大利進行跳傘訓練，2008年

173空降旅目前是美軍在歐洲的常規空降戰略反應部隊，上級單位原是美國陸軍第5軍，2013年6月後則改為美國駐歐陸軍。
173旅目前由3,300名士兵組成，分屬於該旅下轄的六個營。兩個傘降步兵營為503團的第1營、第2營，這樣的安排是沿襲越戰時期的部隊編制，在173空降旅的組織於1972年解體多年後，重新獲得採用。
除兩個傘降營外，173空降旅還設有偵察部隊和砲兵部隊。其中第91騎兵團的1营則是173旅所屬的輕偵察營，319野戰砲兵團的4營則扮演173旅直屬野戰砲兵營的角色。
173旅內的特別部隊營，以及第173支援營都負責常規戰鬥部隊的支援。其中特別部隊營由A連（戰鬥工兵連）、B連（軍事情報連）和C連（通信連）組成，協助旅部的作戰指揮人員。173支援營則是後方支援勤務單位，轄有旅部支援營下的4個連（旅部連、A連、B連、C連），另外4個附編的連級單位（D隊、E連、F連、G連）則分別支援91騎兵團1营、503團1營、319砲兵團4營和503團2營。
以上這些部隊，包括砲兵319團4營的士兵，都受過空降訓練並且合格，使得173旅成為美國第一支、也是目前唯一一支的獨立空降旅。

## 歷史

### 兩次世界大戰
第173旅在1915年8月5日規劃為步兵旅，並於25日在阿肯色州的派克營（Camp Pike）編成，與174步兵旅同屬87步兵師。接著全旅在1918年9月跟著師上的其他單位一起派赴法國，但沒有投入實戰，而僅是作為前線部隊的增強單位。4個月後調回美國，並於1919年1月在紐澤西州的迪克斯堡和87師的其餘部隊一起解編。
1921年1月24日，重建了173步兵旅旅部連（HHC），並於路易斯安那州的什里夫波特編入87師下的預備隊。同年12月又在阿拉巴馬州莫比爾重組，1925年3月23日改為173旅指揮部和旅部連（HHC 173rd Brigade），1936年8月24日再更名成173步兵旅指揮部和旅部連（HHC 173rd Infantry Brigade）。
第二次世界大戰期間，許多師級單位裁撤其下的旅，第173旅的指揮部和旅部連因此在1942年2月編為第87偵察隊（87th Reconnaissance Troop），並於1942年12月15日轉為現役。之後便於1944年派往歐洲作戰，投入中歐會戰、萊茵蘭戰役和突出部之役之中。
173旅的番號在二戰期間並不存在，但該旅在戰後重新編成時，仍繼承了87偵察隊時期的歷史和血脈，以及在二戰中獲頒的飾帶。而173旅在越戰時下轄的機動營，前身可追溯至太平洋戰區的1945年科雷吉多島戰役中、成功以空投方式奇襲了日本軍駐守單位，暱稱為「岩石部隊」的503營。戰後，部隊均回歸預備軍的地位，於1947年至1951年間都駐屯在阿拉巴馬州的伯明罕。1951年12月1日，該部隊解編，並從此不再隸屬於87師。

### 改組為空降旅

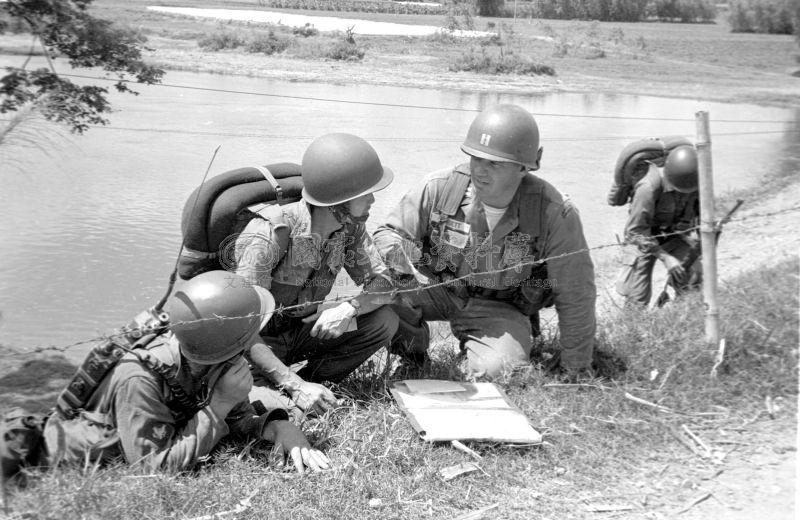
「天兵一號演習」在台灣屏東縣舉行，參加演習的部隊是中華民國陸軍空降部隊和第五〇三步兵團第二空降戰鬥群，攝於1960年9月25日

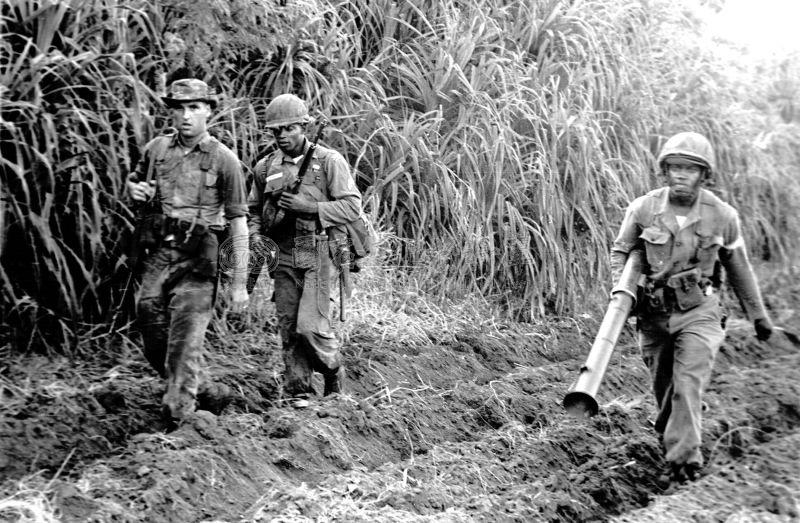
「天兵一號演習」在台灣屏東縣舉行，參加演習的部隊是中華民國陸軍空降部隊和第五〇三步兵團第二空降戰鬥群，攝於1960年9月25日

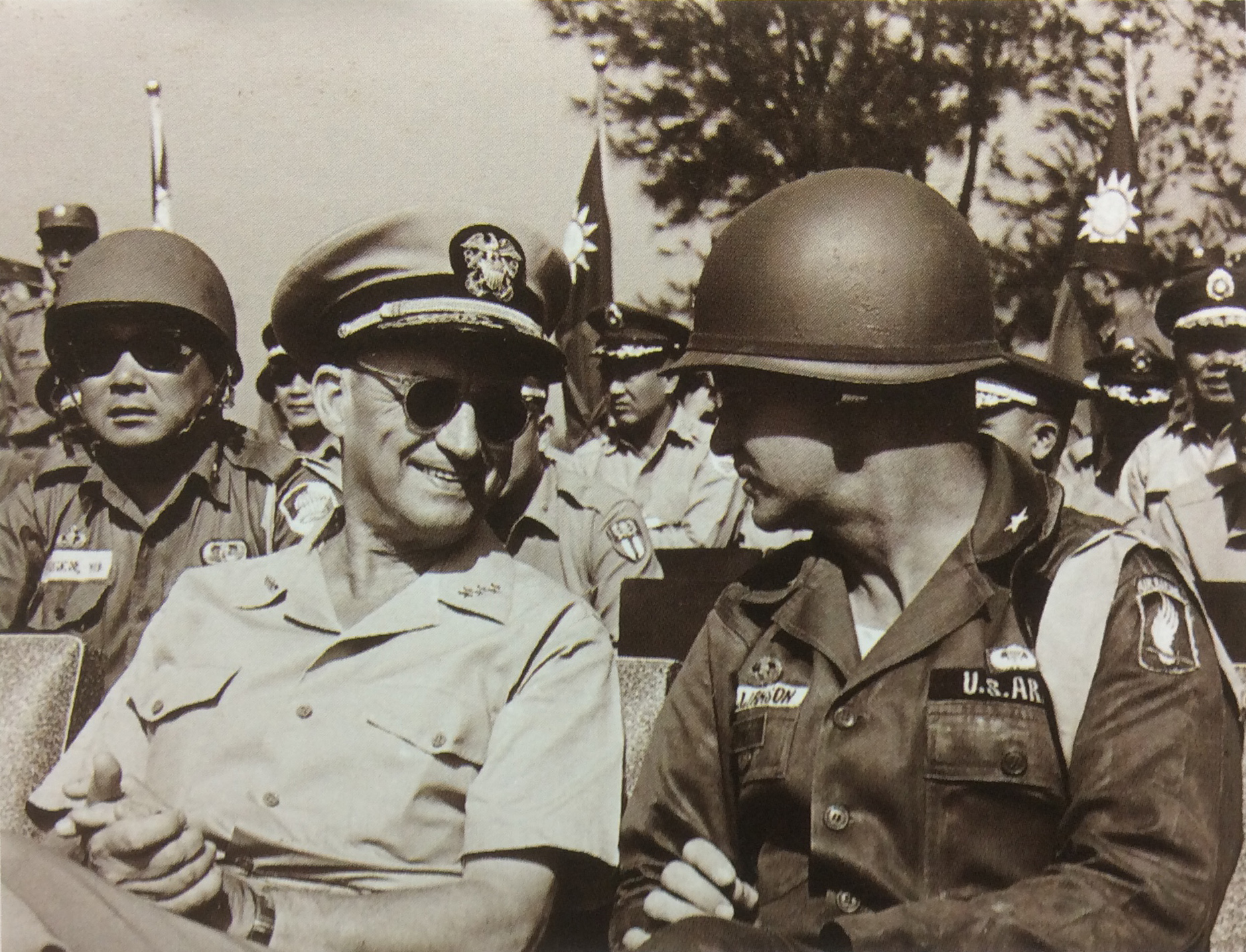
第173空降旅旅長艾利斯·威廉遜准將（右）赴台灣擔任「天兵四號」空降演習統裁官，並在演習上與美軍協防台灣司令部司令梅爾遜 (美國海軍將領)中將（左）相談，1963年。

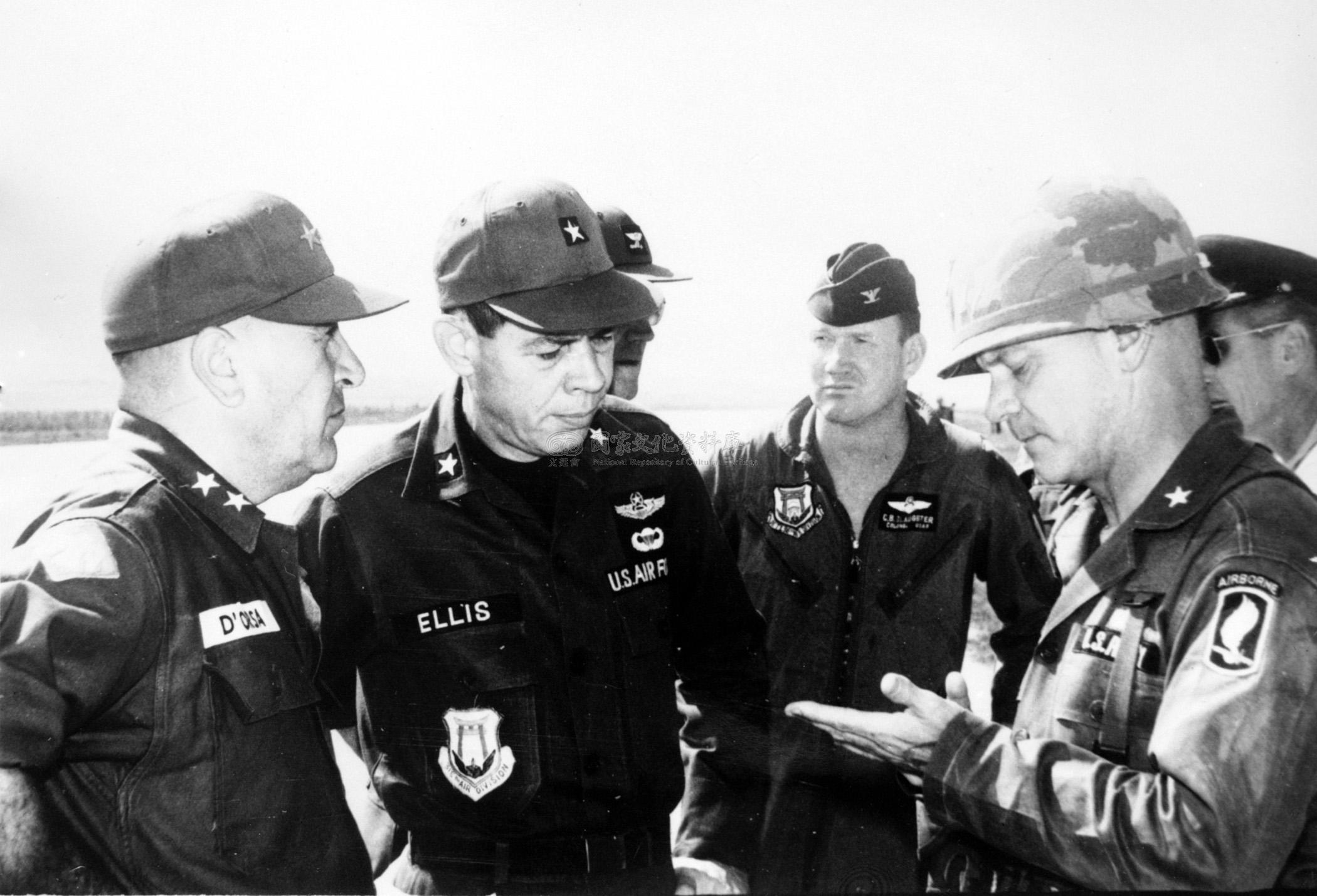
「天兵六號」演習在台灣中部地區舉行、空降訓練演習總裁官狄奧沙（Charles S. D'Orsa）少將（左）空運部隊指揮官艾勒斯准將（中）及美國陸軍第一七三空降旅旅長威廉遜准將（右）在演習場中舉行會談，攝於1964年11月2日，彰化縣

美國陸軍於1961年至1963年間重編部隊組織，使每個師級單位能逐漸採用類似的架構編制，但也會依各師的任務性質做改變。這項改組案稱為「陸軍師重組計畫」（Reorganization Objective Army Division），裁撤團級單位，並重新在陸軍內增加旅的編制，並規定一個師由三個旅組成。但該改組案也允許了獨立旅的存在，這種單位不屬於任何一師，並在無需採用師級規模的行動時即可執行任務。在這樣的局勢下，173旅雀屏中選，改造為一個獨立旅級單位，和一支可以迅速部署、獨立行動的特殊空降特遣隊。不過173旅在各獨立旅中仍有獨特之處——最先擁有永久屬於自己的支援部隊，而其他旅要在一年後才獲得這樣的待遇。除此之外，173旅也是唯一一個擁有自屬戰車連的獨立旅，該連隊為第16裝甲團的D連。構成這些獨立旅的團級戰鬥隊，在旅編成之前就已經是現役部隊，而諸旅在之後才獲得自己的臂章。173空降旅在臂章內繪上翅膀，顯示其作為空降部隊的性質，用色則採用國旗色（紅、藍、白）。該臂章於1963年5月開始成為173空降旅的代表。
1963年3月26日，第173獨立空降旅（173rd Airborne Brigade (Separate)）在沖繩回歸為現役常規部隊。艾利斯·威廉遜准將（Bri. Gen. Ellis W. Williamson）出任旅長，在他任內，整個旅定位為美國太平洋司令部下的快速反應部隊，並展開密集訓練，進行大量的跳傘演習。1961年9月18日，中華民國國防部宣布於台灣南部進行首次中美聯合空降演習，自9月25日開始展開為期8天的活動，173旅投入了503傘降步兵團（PIR）的下轄部隊抵台參加特戰訓練、空降攻擊、對敵作戰、空軍後勤補給和野戰訓練，成為「天兵一號」演習。而173旅也在之後將台灣傘兵所稱的「天兵」當成部隊別名。派駐沖繩時，173旅以「若非美軍最猛戰士，也是沖繩最猛戰士」（toughest fighting men in Okinawa, if not the entire U.S. Armed Forces）自居，並從1950年代電視劇《皮鞭》中挑選部隊主題曲。之後，該旅因為身為太平洋區的美軍快速反應部隊，而在2年後，越南的敵對局勢升溫時，成為美國第一支派到當地的旅級部隊。

### 越南戰爭

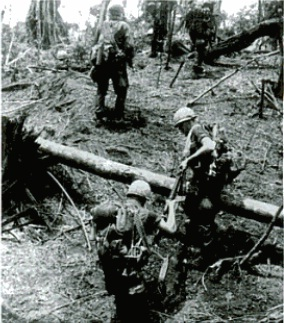
1966年3月銀色城市行動（Operation Silver City）期間在小河（Sông Bé）巡邏的173旅傘兵。

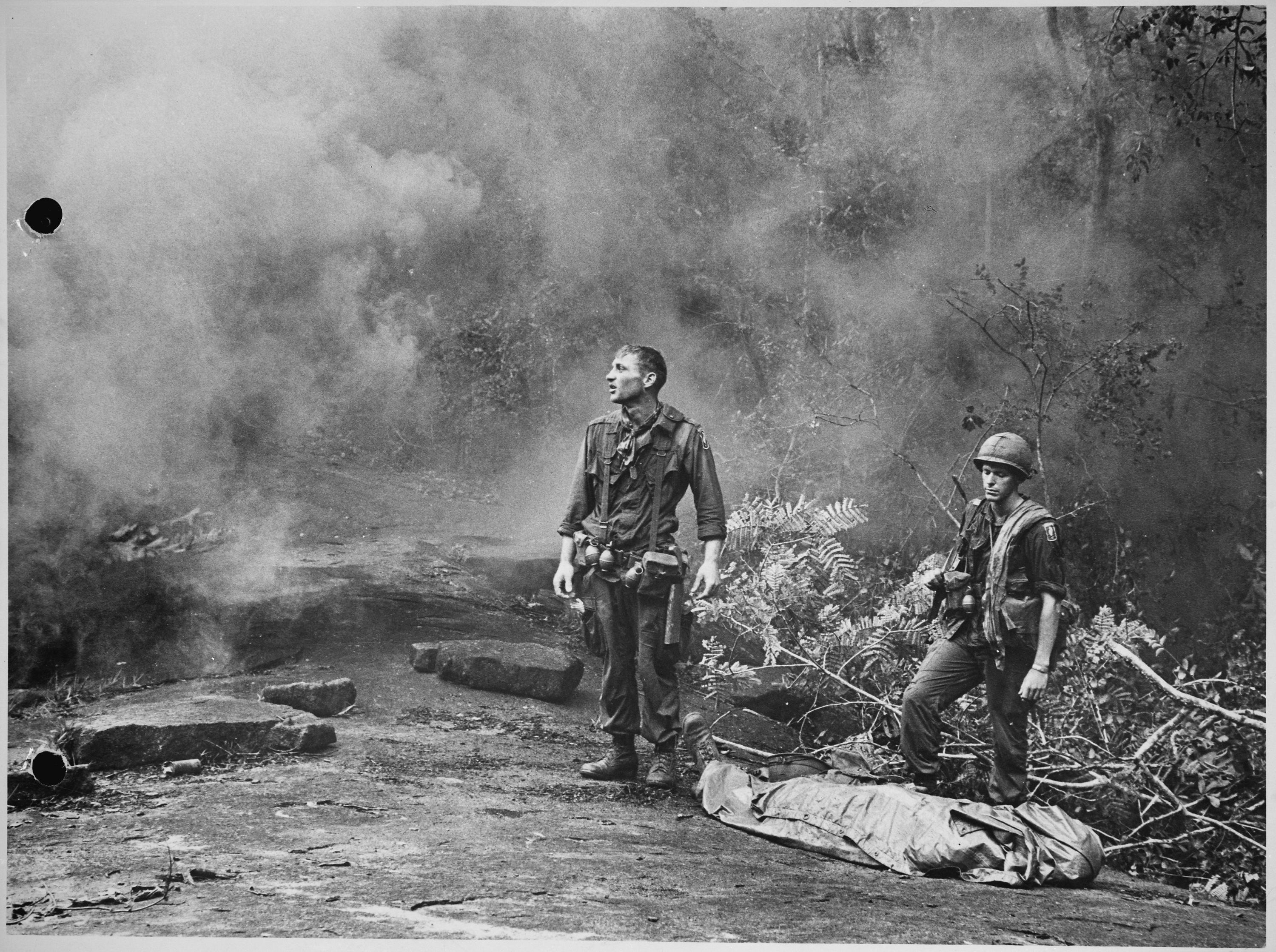
173旅503團士兵在隆慶，1966年

173旅於1965年5月進入越南，因此成為美國陸軍最早進入越南服役的一支地面戰鬥單位，威廉遜旅長在部隊抵達南越時，大膽預測自己麾下的弟兄們很快就能打敗越共，並且「在聖誕節以前就可以回沖繩」。繼173旅之後，101空降師的第1旅和第1步兵師的第2旅也很快跟著進入越南。在美國陸軍送到越南打仗的全部25個旅中，這些部隊就是最早到的一批。之後美國陸軍在越南建立了更龐大的指揮體系，而173旅的部隊便分別派到南越首都圈西貢所在的第3軍戰術區和其北的第2軍戰術區，並且在這兩個軍區內駐了6年。在編制上，173空降旅隸屬於駐越美軍司令部之下的第2野戰部隊。
而在173空降旅中，503團1營與2營，及319砲兵團的第3營則是全旅最早進入越南的單位，並由173支援營、173工兵營、17騎兵團E隊和16裝甲團D連支援它們。皇家澳大利亞團第1營和皇家紐西蘭砲兵團第161砲兵連則在1965年時，附編於173空降旅達一年。1966年8月，肯塔基州坎貝爾堡的503步兵團第4營改歸到越南的第173空降旅之下，503團第3營則於1967年9月至南越綏和加入旅上，之後又吸收了第75遊騎兵團的N連。在派駐越南的規模高峰期，第173空降旅共有3,000名士兵。
173空降旅是首支運用小規模遠程偵察巡邏進入D戰區（War Zone D）破壞敵軍根據地的部隊。1965年11月8日，參加了西貢北郊外圍城市——邊和北邊的駝峰行動，他們在此役中遭遇1,200名的越共部隊伏擊，旅上48人戰死。接著173空降旅又去「鐵三角」（越共在西貢北方的一處根據地）參與行動，並在那與越共多次交戰。之後投入了1966年的捲髮作戰中，但此次旨在根除纠支地道內駐守敵軍的任務卻以失敗告終。
由於173空降旅在沖繩獲得了屬於自己的直升機單位，而使之成為一支實質意義上的空中機動部隊。之後該直升機隊命名為卡斯珀航空排（Casper Aviation platoon），是越南唯一一支獨立航空排，亦為173空降旅旅部的一部分，機師們的制服上也都有該旅的標誌。至1968年中都一直跟隨173空降旅在越南移動的，則是第335攻擊直升機連（335th AHC），與卡斯珀排一起擔當173旅的空中機動單位。1966年秋，173空降旅派遣士兵參加阿特波羅行動，該行動原本只預計是一次在西貢以北進行的小規模搜索與殲滅行動，但最終共投入了22,000名美軍、21個營級部隊。在大型作戰之間，173旅士兵有時也會投入規模較小的人道主義任務。

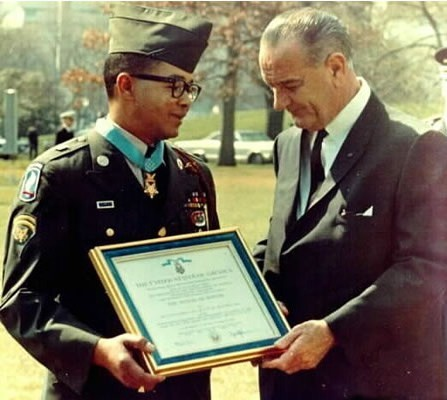
六級專業士官勞倫斯·喬爾因於越戰期間在173空降旅503團1營的表現，獲美國總統林登·詹森頒發榮譽勳章。

1967年2月22日，173空降旅投入了越南戰爭中唯一一次的傘降作戰——章克申城行動（名稱來自堪薩斯州同名城市）。該行動中共動用了來自3個旅的8個營，隊員用直升機或美國空軍飛機空投到西寧省的C戰區內。戰鬥期間，173空降旅與196獨立步兵旅在戰區的東北部行動。另外的4個旅，分別來自第1步兵師及第25步兵師，則負責在戰區內包圍、破壞越共第9師。最後行動獲得成功，並成為市場花園作戰之後的另一次大規模空降戰。同年8月，173旅獲得了其特色單位徽章，在其中加上了一頂降落傘和一把匕首，象徵章克申城行動和其他經歷過的戰鬥。圖案下方則寫上的字樣，對台灣士兵們給其取的中文暱稱「天兵」表達了致意。

#### 得蘇戰役
1967年夏，第4步兵師第1旅和2旅在崑嵩省西部的越南中央高地多次碰上北越的人民軍部隊，這使得威廉·R·皮爾斯師長請求增援，也使約翰·迪恩准將的173空降旅在6月17日調動兩個營進入得蘇地區，準備配合格里利行動（Operation Greeley）並清剿叢林地帶。儘管173旅已在邊和空軍基地週邊作戰過，但對象都是越共游擊隊，而非北越正規軍。在其部署至中央高地之前，皮爾斯師長的作戰官威廉·利弗西上校試著警告空降指揮官高原戰鬥的危險、以及北越軍正規部隊在裝備、積極性上與越共的差距，但卻沒得到多少採納，而傘兵們也因為這種自信滿滿的輕敵態度而害了自己。
6月20日，503團2營C連（C/2/503）在得蘇南方高聳的1338號高地上發現了一批遺體，他們正是已經失蹤了四天的南越平民遊擊防衛群（CIDG）隊員。由A連支援的美軍們移動到高地上並紥營過夜。隔天早晨6時58分，A連開始沿著山脊行軍時，誤中了北越陸軍24團6營設下的埋伏陷阱。雖然C連立刻奉命前往營救，但濃密的植被和峻峭的地勢讓行動變得困難，而不良的能見度亦使砲擊支援效果大打折扣、更讓空中密接支援無法動用。A連試圖在白晝至夜間一再重複的敵軍攻擊中求生，但付出了慘痛代價，連上137人中76人戰死、23人負傷，而且之後搜查戰場時發現陣亡的北越兵只有15人。

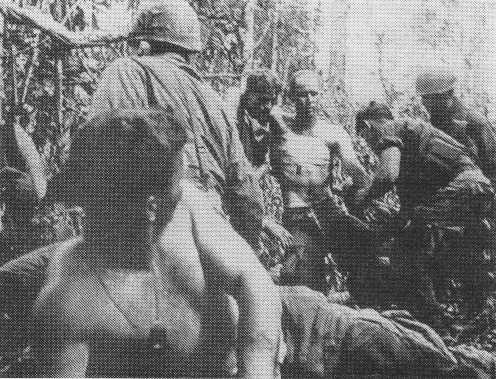
882號高地戰鬥後的美軍傷兵等著後送到醫療所。

在A連遭遇的事態發生後，駐越美軍司令部命令更多部隊進駐該區。6月23日，第1空中騎兵師1旅第1營前往增援173空降旅。隔日，空騎1師的3旅和南越政府軍第1空降特遣隊（5營和8營）到達崑嵩北方和東北方執行搜索與殲滅任務。迪恩准將則派了他的部隊至得蘇西方及西南20（12英里）處尋找北越24團的蹤跡。到10月時，進入得蘇地區的就有美軍173空降旅、第4步兵師和南越軍的六個營。北越陸軍調入的則有四個步兵團和一個砲兵團，共計6,000人。

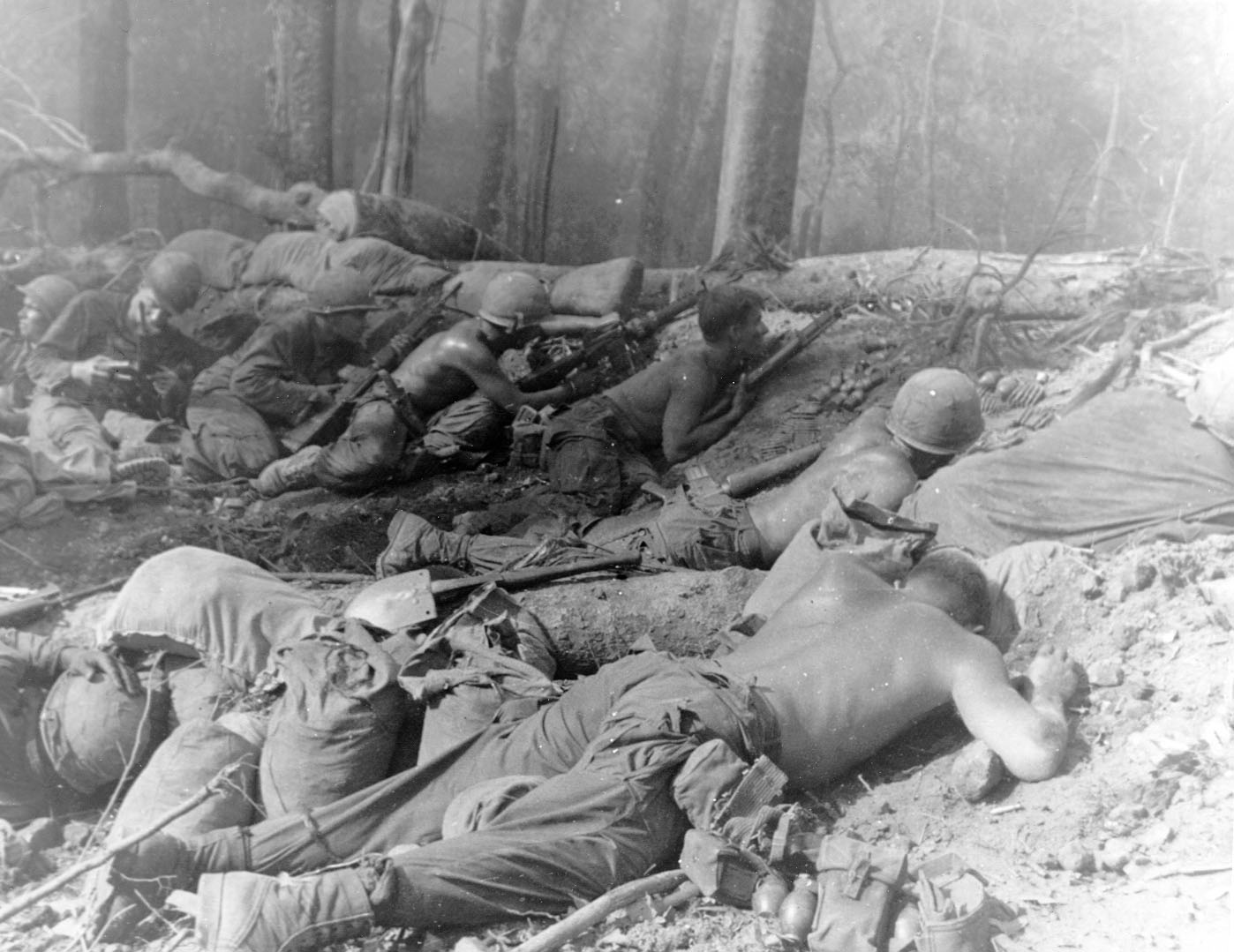
173旅士兵在823高地戰鬥

得蘇戰役的情勢，在第173空降旅4營奉命占領濱黑（Ben Het）南邊的823高地、以在那設置美軍火力支援基地時，再度惡化。當時該營只有用直升機載送的B連具有能力攻擊，但當B連拿下高地後，又有9人死亡、28人受傷。翌日早晨，舒馬赫中校（Lt. Col. David J. Schumacher）率領的503團1營分成2支特遣隊，試圖前往救援B連（儘管利弗西作戰官依然反對）。兩隊分別為由C連和D連兩個支援排組成的「黑特遣隊」、以及由A連和D連其餘單位組成的「藍特遣隊」。之後黑隊離開823高地、前往尋找攻擊4營B連的北越軍。11月11日早上8時28分，這批連夜趕進度、沿著北越通訊電纜行軍的部隊，中了北越66團8營和9營的埋伏，展開殊死激戰。而藍隊在前往營救的途中，遭遇了來自四面八方的抵抗和敵軍火力，進而受到牽制，只好派503團4營C連去拯救黑特遣隊。這次雖然同樣遇到北越軍射擊，但C連仍在15時37分成功抵達人員受困的地點。此時美軍20死、154傷，還有2員失蹤。
之後，由於得蘇空軍基地遭到攻擊，而882高地上行動的503團1營又有7人陣亡、34人負傷，於是503團2營出動了330人去攻打875號高地。10時30分，當美軍抵達山頭300（984英尺）以內的距離時，北越的機槍手朝著行進中的空降隊員們開槍，然後B－40火箭彈和57mm無後座力砲也開始加入。當空降部隊還在試著繼續前進時，北越軍藏匿在整合完善的碉堡和壕溝中利用小型槍械和手榴彈攻擊他們。14時30分，山腳下的北越部隊又從後方襲擊。毫不知情的美軍們就進入了由北越174團2營巧妙設下的陷阱內。縱使立刻投入了美軍空襲和後方砲火，仍因坡上樹木茂密而未能發揮良好反擊效果。接下來，部隊因為缺水和大量消耗子彈，而對於補給的需求越來越迫切，但幾乎不可能將物資運過去。當天下午就有六架UH-1直升機在試著前往503團2營所處位置時，遭北越軍擊落或嚴重受損。
隔天早上，選了503團4營的三個連去救援875號高地上的美軍。但由於途中有大量的北越軍狙擊手、迫擊砲和難行的地勢阻礙，他們到日暮西沉時才找到被圍困的營隊。兩個營都在11月21日下午從山頭撤下。有些空降隊員在激烈交火中進入了北越陣地，但指揮官叫他們馬上出來，免得天黑了還留在內。
下一天，美軍用密集空襲和砲火隊山頭狂轟濫炸，把上面的屏障物全部剷除殆盡。11月23日，503團的2營和4營奉命重新發動攻勢，同時派出步兵12團1營從南方攻打875高地。這次雖然美軍拿下了山頭，但北越軍早已棄陣脫逃，只留下一些戰死將士的遺骸和武器。
875號高地的戰鬥總共讓503團的2營陣亡87人、負傷130人、3人失蹤，4營戰死28人、受傷123人、4人失蹤。若再計入其他非在戰鬥中造成的死傷，則第173空降旅就損失了五分之一的兵力。而全旅出動攻打高地的570人中，共有340人死傷。由於這次在得蘇戰役中的行動，使173空降旅獲頒美國總統部隊嘉許獎。

#### 撤出越南
得蘇戰役使第173空降旅蒙受了巨大的傷亡，因此在1968年間調到安溪和蓬山，而部分部隊，包括503團2營和319團3營A連則至綏和修復和養傷。在這段調適的時間裡，173旅經歷的戰鬥很少，例如在一次掃蕩沿岸地區產稻低地的行動中，參與的某場對北越人民軍和越共發動的兩棲突擊。之後遷至安溪，在那駐到1969年。從該年4月至1971年撤出越南之前則是都在平定省。1971年4月至8月間，173旅的部隊依批從越南部署到坎貝爾堡，這是1942年後「173旅」的番號重新回到美國本土。在連續6年參與戰鬥後，173空降旅獲得14條參戰飄帶和4項部隊獎，即美國總統部隊嘉許獎、功績部隊嘉獎以及南越的英勇十字勳章、非軍事行動獎章。在越南服役的173旅官兵們共獲授13枚榮譽勳章、32傑出服役十字勳章、1,736枚銀星勳章和超過6,000枚的紫心勳章。全旅在越南戰爭中共計1,533人陣亡、6,000人受傷。
在越戰結束之後，軍方將173空降旅保留為一支快速部署應變旅。然而，隨著美國陸軍在撤出越南後停止採用徵兵制補充兵源，因此許多部隊必須在編制上做出調整以轉型為志願役部隊。之後，由於同樣在坎貝爾堡基地的101空降師，自越戰末期起就著手準備轉變為空中機動部隊，因此173空降旅便於1972年1月14日在該基地解散，其下的裝備用來建構101空降師所屬的傘兵部隊——第3旅。

### 重回現役

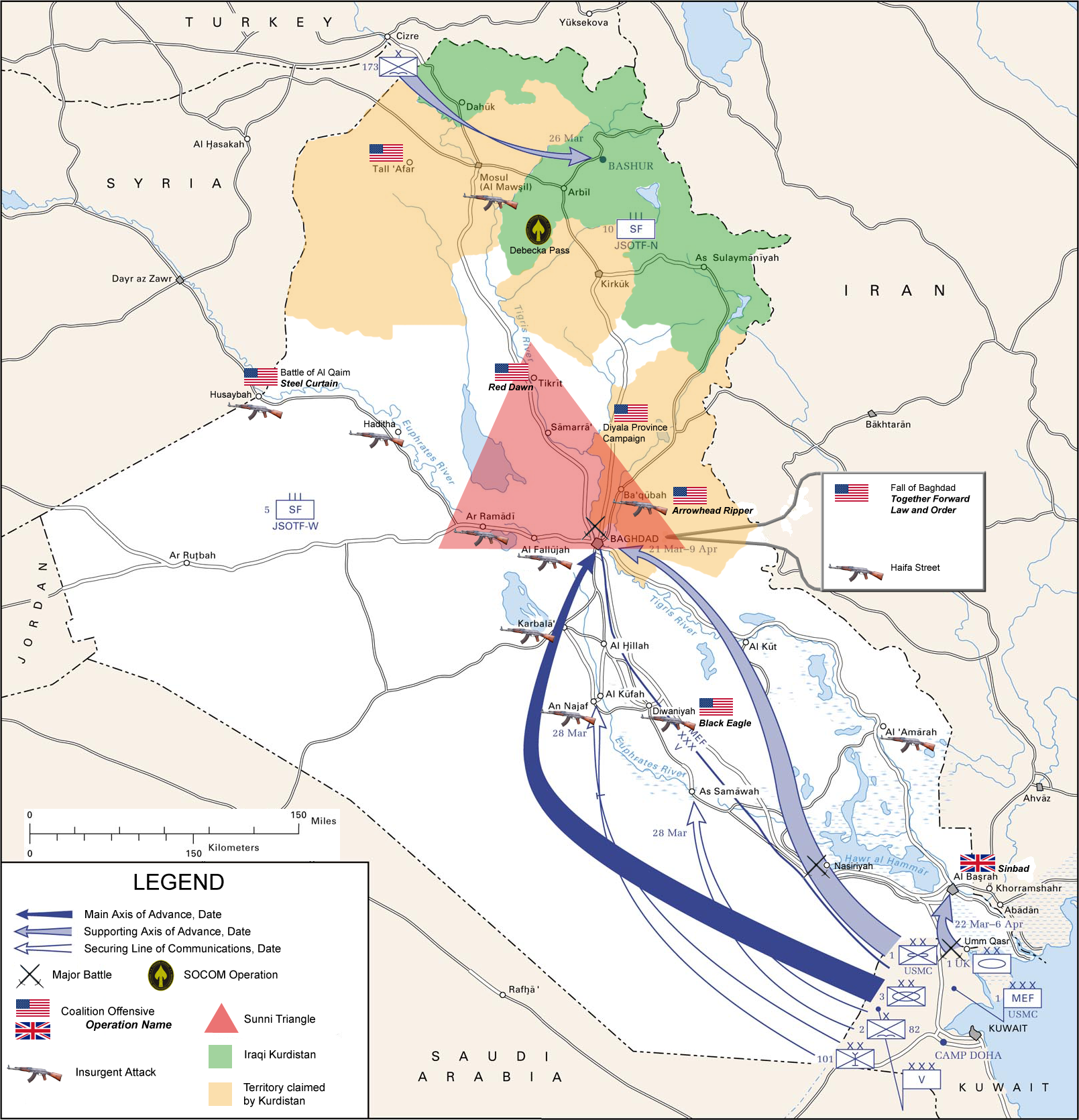
伊拉克戰爭規劃圖，173旅負責攻擊伊國北部地區。

1990年代晚期，包括艾力·新關上將在內的高級陸軍將領，開始將美國陸軍的核心作戰單位轉換為旅。在此之前、伴隨冷戰結束而進行的裁軍中，解散了許多旅級單位，這些部隊的部署基地與其所屬的師指揮部通常距離遙遠，而且也因此在行動時難以獲得上級單位的支援。有鑑於此，新關上將在上任陸軍參謀長時提出一項計劃，就是重新編成一些獨立旅，並賦予其自己擁有的支援單位，而得以不透過師以上的司令部援助就可獨立自主。這種部隊在之後稱作「旅級戰鬥隊」（BCT），可以部署到主要司令部之外的遙遠區域，例如阿拉斯加或歐洲這些沒必要將整個師遷移過去的地方。
首批改編為旅級戰鬥隊的單位是1998年恢復現役地位的第172步兵旅，而173空降旅則是於2000年在其目前的駐地——義大利維琴察的埃德勒兵營重新建立，在此之前都充當南歐特遣隊下的步兵單位。恢復現役不久後，就派遣了其下的一些部隊到科索沃去支援當地的科索沃部隊。2002年，重新編成了第二支機動營，之後全旅於2003年3月14日達到了具備「初步作戰能力」的標準，可以等候進一步派遣。它們於12日之後投入戰鬥。
同年內，當伊拉克自由行動的籌備工作到位之後，指定第173空降旅為攻擊伊拉克北部的單位。在最初的計劃中，是使173旅編為第4步兵師下的一支彈性空降部隊，支援師上的另外三個重型武器旅。而第4步兵師則在第1步兵師和陸軍第10特戰群的支援下，於土耳其集結、接著動用其重機械化旅從伊拉克境內的提克里特展開攻勢，最後去支援從南部攻入、包圍首都巴格達的第5軍。然而，由於土耳其政府拒絕讓任何攻擊性部隊從其國土出發、整個第4師都得滯留在地中海內的軍艦上等待行動開始，使得173旅和陸軍特種部隊必須扛下北部戰線的開闢任務，而且唯一的補給方式是從歐洲派遣軍機。因為173旅上沒有重機械化部隊、只有幾輛悍馬和砲兵隊，因此從173旅轄下的第63裝甲團第1營增調了兩個連的M113裝甲運兵車、M1艾布蘭戰車和M2布雷德利戰車的連來充當。此外，173空降旅還獲得了美國海軍陸戰隊的「龍眼」無人機，給旅上的地面偵察系統部隊操作。
在編制上，第173空降旅是歸給由美國陸軍第10山地師一些部隊、和第10特戰群組成的「北部協同特種作戰特遣隊」管轄。而這種安排、將173空降旅作為特戰特遣隊的一部分，也在美國陸軍史上成了特別的先例。進軍伊國北部的173空降旅，將借助該區內庫德族叛軍的力量，並奉命攻擊北伊境內關鍵的航空基地和產油區。之後，決定讓173旅從義大利的阿維亞諾空軍基地出發，飛行4個半小時進入北伊拉克。當準備作業進入最終階段時，多達10列火車、300輛貨車運輸的裝備和物資送入空軍基地，士兵則用了120輛巴士載完。儘管義大利民眾對於173空降旅的調動發起抗議活動，但義大利警方也出動員警護衛軍用車隊，協助空降兵們能不出意外、不受耽擱地從維琴察抵達阿維亞諾空軍基地。3月20日，由101空降師、82空降師和第3步兵師組成的第5軍從南伊拉克展開推進、替入侵伊拉克的戰爭揭開序幕，而第173空降師和第10特戰群則在數日後動身前往北伊拉克。

### 伊拉克戰爭

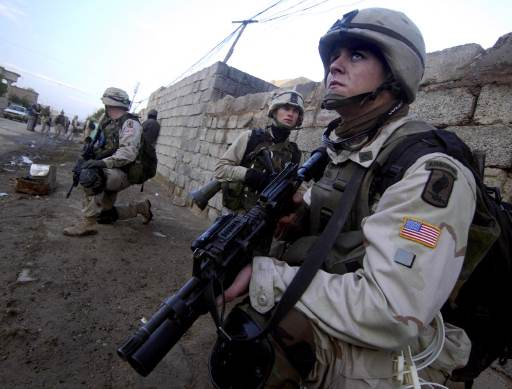
173空降旅士兵參加刺刀閃電行動，2003年。

3月26日，173空降旅的954名傘兵從波音C-17环球霸王III上空投至北伊拉克的巴舍機場，過程共花了58秒，但32名傘兵因為可能降落的地點將會距離其他隊員太遠，而沒有跳傘。這些傘兵分散在長達10,000碼（9.1）的投放區內，而且花了15個小時集合完成。之後負責守衛機場，讓C-17運輸機可以降落，卸下裝甲63團1營的裝甲車和人員。他們和美國空軍第786保安中隊（憲兵單位，已於2009年更改番號為435保安中隊）的隊員，一起由第62空運聯隊及第728空運中隊的飛機載往當地。在接下來的96個小時內，空軍聯隊把173旅剩下的車輛和1,200士兵載抵當地。至3月29日，整個173空降旅都已進入伊拉克了。
翌日，美軍在北部方案行動期間朝基爾庫克進發，企圖控制該市週邊的油田和軍用機場，而當中對油田的取得又作為特遣隊行動中的重要任務，因為油田已視為伊拉克北部最有價值的戰略目標。在3月30日至4月2日之間，第173空降旅、一些特戰分遣隊和庫德部隊打敗了伊拉克軍的第2、第4、第8及第38步兵師、和一些忠於伊斯蘭輔助者組織的武裝部隊。173旅利用野戰砲兵和空襲攻擊基爾庫克市的伊拉克共和國衛隊守軍，它們在一個禮拜內就因為兵員竄逃而崩解。4月10日，第173空降旅得以進入市內，並在短暫的巷戰後安全拿下它，而基爾庫克一役中的全旅傷兵只有9名。在作戰中，有些部隊還發現了兩處伊拉克的黃金藏匿處，共儲放了兩千條。
之後該部隊又投入半島打擊行動，弭平了復興黨等其他組織的抵抗。儘管這些行動獲得成功，但若是第4步兵師能投入的話，將能更有效率的達成。此時該師正將其部隊從土耳其移動到科威特，之後又在巴格達耽擱。第5軍則因為北方的部隊未能支援，而無法如期包圍首都。之後又由於第4師內M1艾布蘭戰車和M2布雷德利戰車的損耗，而使其成為一支無法在密集都會區發揮有效戰力的部隊。也因為第4師的重型裝甲戰車需要大量維修，北部的第173空降旅只得將原本屬於第4師的作戰區納入自己負責的範圍。他們與連級的分遣隊護衛這些地方，通常隨時派出兩輛非武裝的M998悍馬車巡邏第4師的區域。
當主要的行動在2003年夏天結束後，173空降旅就不再投入大型戰鬥，但正式上而言，還是有參加與伊拉克武裝組織之間的小規模衝突。此時身為刺刀特遣隊一部分的第173空降旅，由503傘降步兵團第2營、508傘降步兵團第1營、第173戰鬥支援連、第74步兵分遣隊、319空降野戰砲兵團D砲隊（之後擴編為319團4營）、第501前進支援連、德國菲爾塞克的第1步兵師63裝甲團第1營、美國科羅拉多州卡森堡的第4步兵師12團第1營，及紐約州德拉姆堡的第10山地師110軍情營B連。該旅在2004年內，主要部署於基爾庫克。赴伊行動期間，173旅亦曾介入「兜帽事件」，以「試圖在北伊拉克攻擊地方文職官員」為由，逮捕了一群土耳其特種部隊隊員，但之後這些人都因為土耳其方面的抗議而獲釋。此外還參與了該年的刺刀閃電行動，繳獲了一批經五角大廈宣稱為「可能用來對抗聯軍」的武器和物資。2004年2月21日，第173空降旅回到義大利，在下一次的派遣令下達之前，進行為期一年的整頓。

### 阿富汗（2005年－2006年）

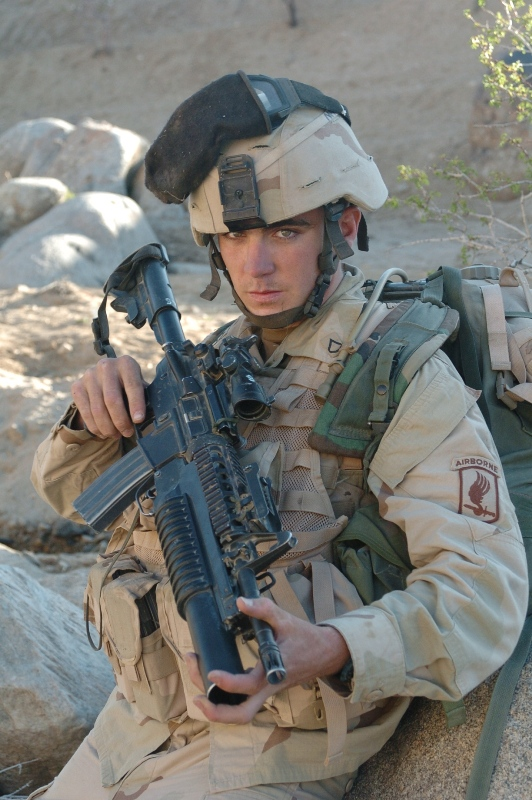
2005年持久自由行動期間的一名173空降戰鬥旅士兵。

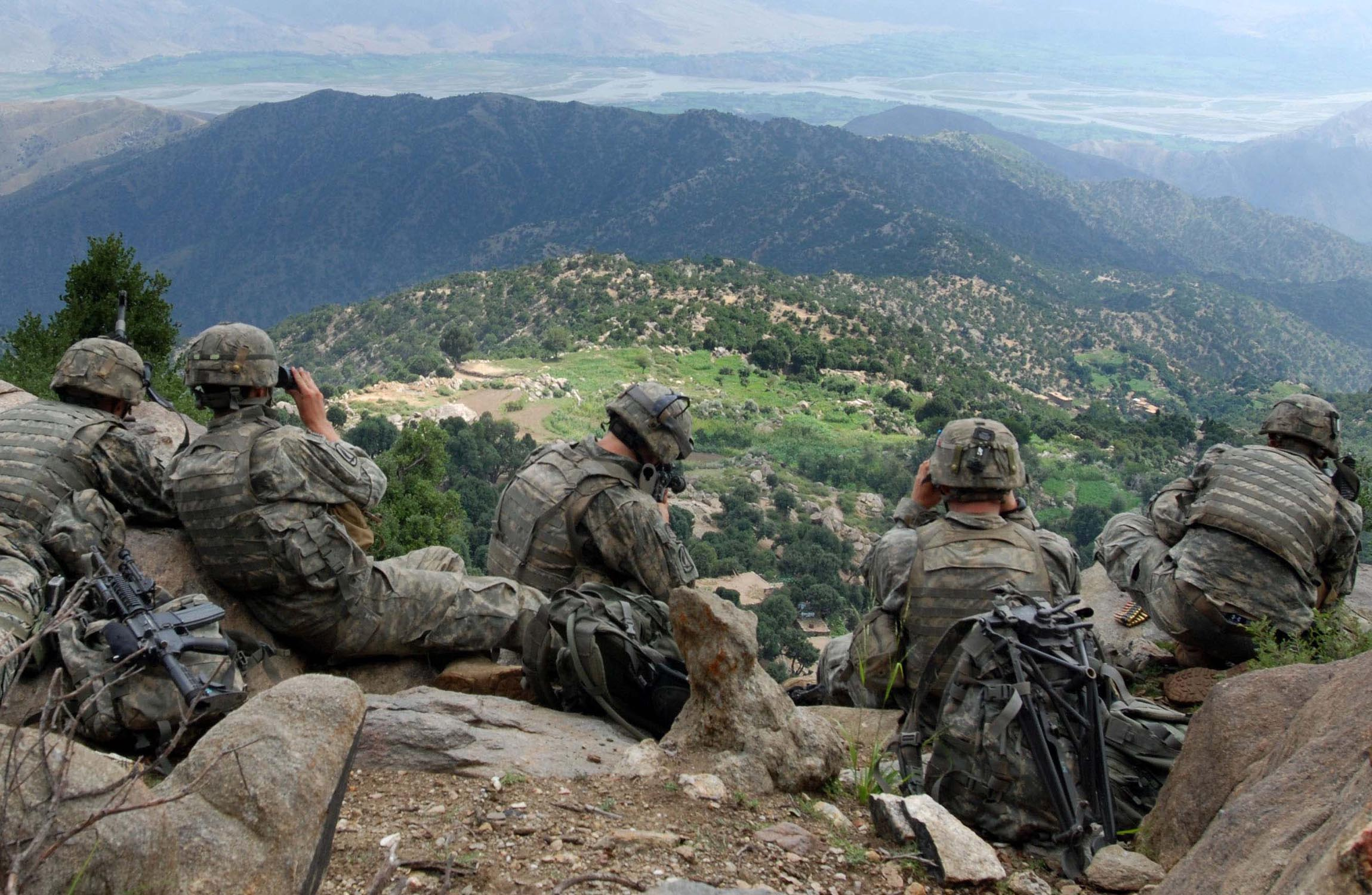
173旅士兵在阿富汗庫納爾省，2006年

第173空降旅在2005年3月部署到阿富汗去支援持久自由行動，時任旅長為陸軍上校凱文·歐文斯。屬於刺刀特遣隊的173旅奉命接掌南部地區司令部。
503傘降步兵團的第2營負責在扎布爾省行動，508傘降步兵團第1營則在阿富汗東部執行任務。槍手特遣隊的82空降師319砲兵團第3營也附編到173空降旅之下，作為一支機動特遣隊，在坎大哈省作戰，其下包含了504傘降團2營的D連、508傘降團1營的B連、第13憲兵連的第4憲兵排、319砲兵團第3營指揮部及營部連、阿富汗國民軍（ANA）的一個連（由法軍特戰部隊擔任顧問），以及第173支援營和第173戰鬥支援連（當派遣個別士兵至其他前進作戰基地協助任務時，由坎大哈的設施提供後勤支援）。
在173旅各支從前進作戰基地出動的部隊中，第74長程偵察分隊（74th LRS detachment）是一個有名的例子。該隊係從赫爾曼德省蓋雷什克的前進作戰基地出勤，替173旅指揮部對當地進行關鍵的偵察任務，並與第5特戰群的A作戰分隊人員協助該省的控制，協助他們的部隊有隸屬於愛荷華州國民警衛隊82空降團的國民兵、以及阿富汗國民軍的士兵。74分隊與第5特戰群A分隊一起展開過多次維持地區局勢穩固的合作行動，也替其他旅的人員蒐集、提供偵察情報資訊，還幫美國空軍、陸軍和英國皇家空軍的戰機執行目標截獲指示。
2006年3月，第173空降旅再度調回義大利。全旅於這次阿富汗的派遣中，共有17名士兵殉職。

### 改制為旅級戰鬥隊

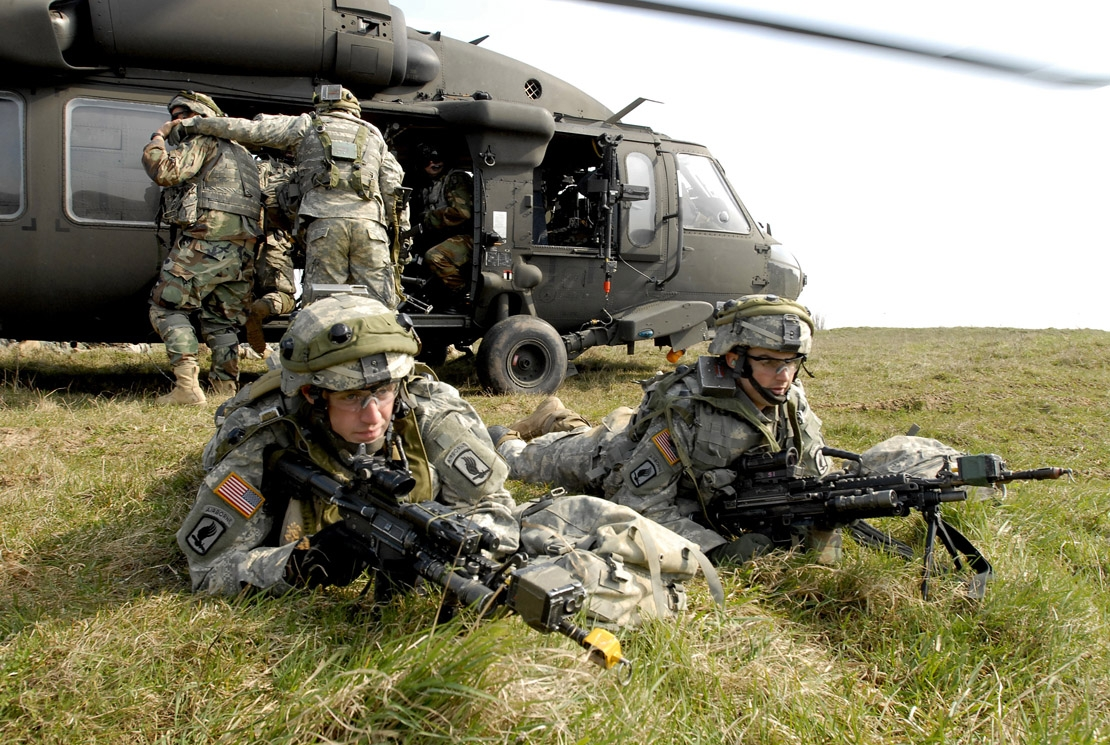
173旅士兵於2007年在德國進行空中突擊訓練。

2006年10月11日，作為美國陸軍轉型計畫的一部分，已經設想讓173空降旅改制為一個空降旅級戰鬥隊。這項顯著的變化意味著該旅可以部署自己的部隊，並透過新整合的支援單位，來保證地面士兵供給充足、得以行動，進而維持戰鬥力。
在過渡期間，步兵營和旅部駐留在維琴察的基地，同時將一些駐德美軍的部隊增編到173旅之下。這些部隊分別為駐在德國班貝格華納軍營的第319野戰砲兵團第4空降營、第173旅部支援空降營、特別部隊營、以及駐在什文福的第91騎兵團第1空降中隊。當這些部隊改歸173旅管轄後，依然留在德國，與義大利的旅部遙遙相隔。直到維琴察埃德勒兵營週邊的附屬設施完工後，才從德國遷到義大利。508步兵團的第1空降營將番號更改為503團1營，以承繼越戰時期該團在173空降師下戰鬥的歷史，而原本的部隊旗也送回美國北卡州的布拉格堡陸軍基地，給第82空降師下的單位使用。轉型完成後，第173旅開始在德國、義大利兩地開始密集訓練，替未來的部署做準備。

### 阿富汗（2007年－2008年）
2006年時，第173旅接獲通知，準備於2007至2008年間二度派遣到伊拉克。但在2007年2月，國防部宣部第173旅將會與第10山地師的第3戰鬥旅、和第82空降師的第4戰鬥旅交接後，地點就改成阿富汗。同年春天，173旅再度編為刺刀特遣隊，來到阿富汗支援2007至2009年間的持久自由行動，這也是完全升格為第173空降戰鬥旅後的第一次派遣。該旅分散部署在阿富汗東部各處，作戰區域是庫納爾省、帕克蒂卡省和拉格曼省。173空降戰鬥旅至2007年6月6日時，正式與10師3旅完成了接替。
173旅在阿富汗參加了多場行動，目標在阿富汗／巴基斯坦邊界的興都庫什山脈維護安全、並制伏山區的塔利班組織。在這次達15個月的派遣內，173旅各單位在該區內執行了9,000的巡邏。記者賽巴斯欽·鍾格與戰地攝影記者提姆·海瑟林頓隨著在卡林哥谷進行大量行動的第2營戰鬥連行軍，鍾格之後將這經歷寫成一部倍受好評的著作，還與海瑟林頓一起執導了上映後獲得多個獎項的紀錄片，記述卡林哥谷的故事。
就在173旅調回歐洲前的兩個星期前，駐在佩赫區、擁有45名士兵的一個排於瓦納特戰役期間面臨大量敵軍攻擊。儘管該排在空中支援下得以擊退敵人，但還是付出了9人戰死、16人受傷的代價。這也是173旅於2005年後，在阿富汗境內遇過死傷最重的一次攻擊事件。173旅於3日後將人員撤出這個基地。
2008年7月，第173空降旅的派遣任務已經屆滿，而旅上最後一批傘兵於2008年8月回到歐洲。在2007年－2008年到阿富汗的派遣期間，全旅共計死亡42名士兵。
2009年6月14日，再次宣布了第173旅的調遣：其將作為前往阿富汗的旅級戰鬥隊之一。因此該旅又開始進行準備作業，再度等待前往阿富汗的日期。

### 阿富汗（2009年－2010年）

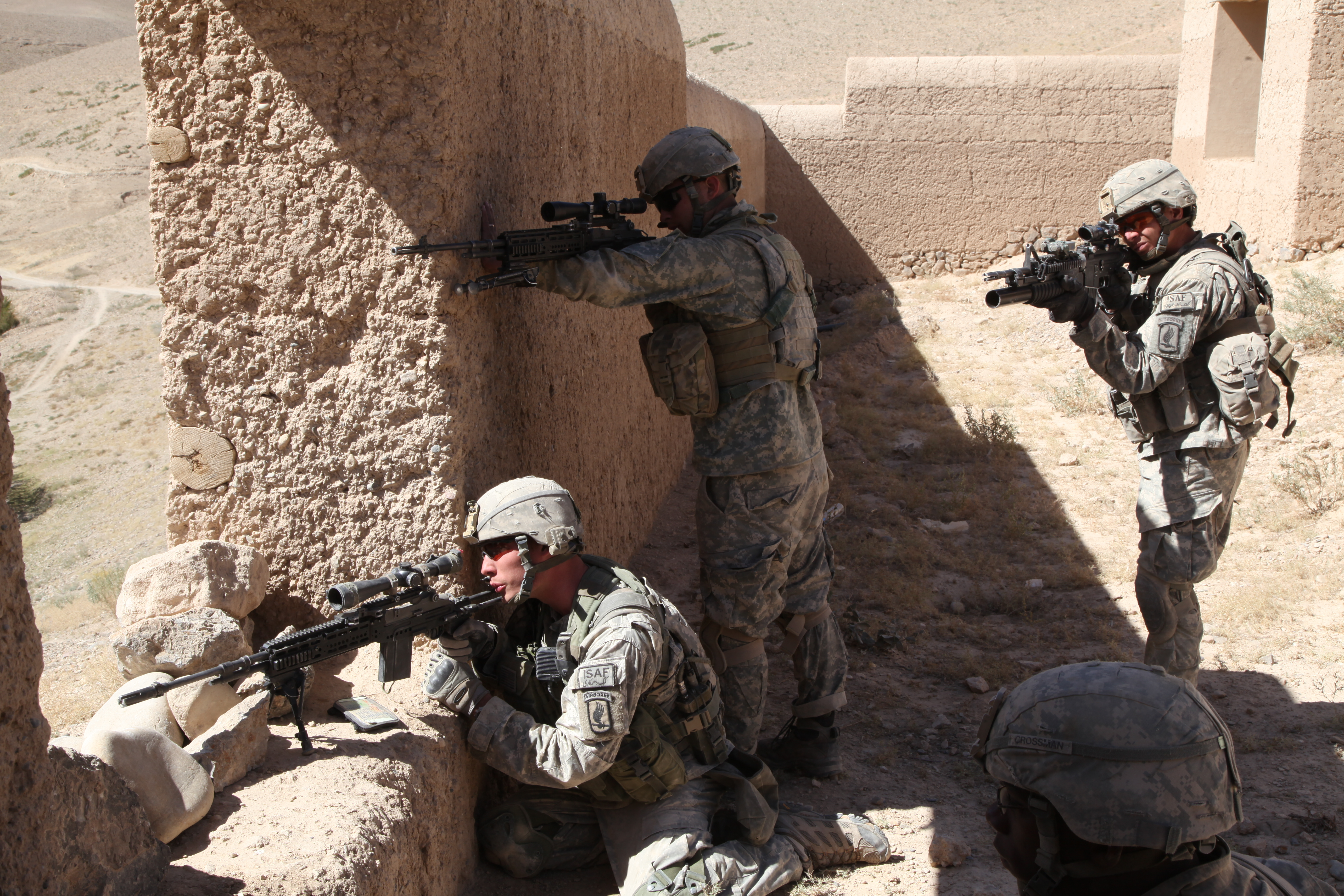
173旅503團所屬的1營A連第3排士兵在瓦爾達克省的查克區（Chak）執行任務。

2009年11月至2010年11月間，第173空降旅再度調回阿富汗，這次前往洛加爾省和瓦爾達克省。173旅憑2007年和2008年獲得的山區作戰經驗，打擊了塔利班並因此而聞名。1營和2營在此兩省的東部參與了大量行動。騎兵91團1中隊則賦予了一項不簡單的任務，將洛加爾省西部營造為安全地帶。當進入該省之後，旅上的連級部隊和排級部隊都遇上了對抗聯軍的武裝力量，並且從2010年3月之後幾乎是每天都有戰鬥。同年11月調回歐洲的173旅在這次派遣當中陣亡了7名士兵。

### 阿富汗（2012年－2013年）
2012年7月，173空降旅又作為刺刀特遣隊的組成部分而前往阿富汗，這次是與在洛加爾、瓦爾達克省的第1裝甲師第3戰鬥旅交接，而成為2003年後173旅的第五次派遣，也是在準備完全將阿富汗維安任務移交給阿富汗部隊後，第四次進入該國。2013年初調回歐洲前，又在阿富汗陣亡九人。

### 義大利
2013年夏，調回歐洲的173旅所屬部隊全部集中到維琴察。美國陸軍位於維琴察當地的新設施——德爾丁軍營（Caserma Del Din）於該月落成啟用後，即成為173旅旅部、空降步兵503團2營、旅支援營（BSB）和特別部隊營的新駐點。這次的調整是使173旅可以替補美軍從南歐撤走的一些部隊。

### 立陶宛（2014年）

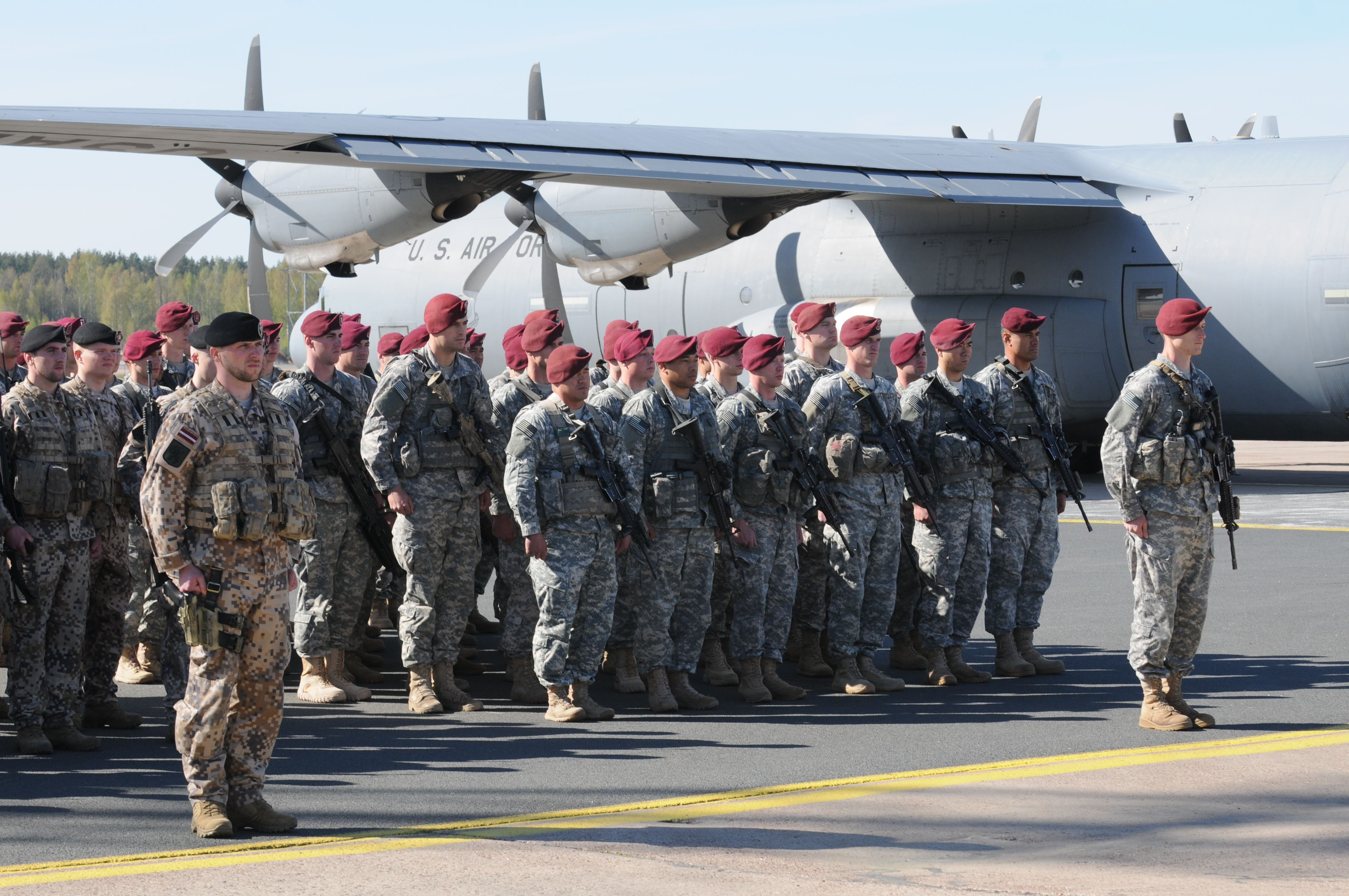
173旅官兵抵達拉托維亞首都里加，2014年4月

2014年4月26日，173空降旅派遣150名隊員進入北約波罗的海空中警戒部队駐紮的希奧利艾機場，以因應2014年烏克蘭親俄羅斯示威運動之後的俄羅斯軍事事態，這些部隊將參加軍演，並使美國在烏克蘭周邊的北約盟邦安心。

## 榮譽

### 部隊勛獎
| 勳表 | 名稱                             | 年份           | 成就     |
| ---- | -------------------------------- | -------------- | -------- |
|      | 美國總統部隊嘉許獎（陸軍）       | 1967年         | 得蘇戰役 |
|      | 功績部隊嘉獎（陸軍）             | 1965年－1967年 | 越戰服役 |
|      | 越南共和國英勇十字勳章鑲邊棕櫚葉 | 1965年－1979年 | 越戰服役 |
|      | 越南共和國非軍事行動獎章第一等   | 1969年－1971年 | 越戰服役 |
|      | 功績部隊嘉獎（陸軍）             | 2003年－2004年 | [ 91 ]   |

### 參戰飄帶
| 戰爭           | 飄帶           | 年份           |
| -------------- | -------------- | -------------- |
| 第一次世界大戰 | （無）         | 1918年         |
| 第二次世界大戰 | 萊茵蘭戰役     | 1944年－1945年 |
| 第二次世界大戰 | 突出部之役     | 1944年－1945年 |
| 第二次世界大戰 | 中歐會戰       | 1945年         |
| 越南戰爭       | 越南國防部     | 1965年         |
| 越南戰爭       | 第一階段反攻   | 1965年－1966年 |
| 越南戰爭       | 第二階段反攻   | 1966年－1967年 |
| 越南戰爭       | 第三階段反攻   | 1967年－1968年 |
| 越南戰爭       | 反春節攻勢     | 1968年         |
| 越南戰爭       | 第四階段反攻   | 1968年         |
| 越南戰爭       | 第五階段反攻   | 1968年         |
| 越南戰爭       | 第六階段反攻   | 1968年－1969年 |
| 越南戰爭       | 69年春節／反攻 | 1969年         |
| 越南戰爭       | 1969年夏－秋   | 1969年         |
| 越南戰爭       | 1970年冬－春   | 1970年         |
| 越南戰爭       | 保護區反攻     | 1970年         |
| 越南戰爭       | 第七階段反攻   | 1970年－1971年 |
| 越南戰爭       | 第一階段鞏固   | 1970年         |
| 伊拉克自由行動 | 伊拉克         | 2003年－2004年 |
| 持久自由行動   | 阿富汗         | 2005年－2006年 |
| 持久自由行動   | 阿富汗         | 2007年－2008年 |
| 持久自由行動   | 阿富汗         | 2009年－2010年 |

## 著名人士

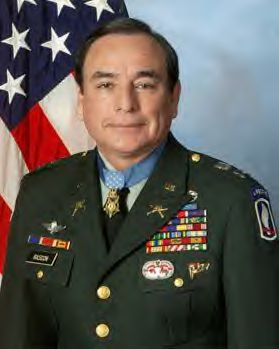
前173空降旅上尉阿爾弗雷德·拉斯康，該部隊的其中一名荣誉勋章獲獎者。

許多在越戰時期服役於第173空降旅的官兵，在退伍之後都成為知名人士。包括眾議員鄧肯·亨特和查理·諾伍德。巴爾的摩總主教艾德溫·歐布萊恩、前財政部副部長羅伯特·金米特、企業家巴尼·維瑟、反戰人士史坦·格夫、美國陸軍總士官長基恩·麥金尼。
173旅及其下屬單位的官兵，有16人因為服役期間的表現而獲頒美軍等級最高的軍事榮銜——榮譽勳章。其中勞埃德·麥卡特及雷·尤班克斯因為二戰時期加入503步兵團而獲授此勳章，而另外的13人都是因為參與越戰而獲得勳章：約翰·安德魯·巴恩斯、邁可·布蘭奇費德、葛連·英格利許、勞倫斯·喬爾、泰瑞·河村、卡洛斯·洛薩達、唐·邁可、查爾斯·貝德福·莫里斯、米爾頓·奧利弗、賴瑞·皮爾斯、拉茲洛·拉貝爾、阿爾弗雷德·拉斯康及查爾斯·華特斯。
薩爾瓦多·瓊塔上士亦因其於阿富汗戰爭時的表現，而獲總統歐巴馬頒發榮譽勳章。瓊塔在阿富汗是503團2營B連的一位步槍伍長，他的部隊於2007年10月25日在科倫加山谷遭遇塔利班民兵伏擊，多人重傷，他於是冒著槍林彈雨搶救同袍。因為這項事蹟，使瓊塔成為越戰之後，首位獲頒榮譽勳章的在世軍人。

## 文化上的影響
173旅的戰績，尤其是在越戰中的成就，已使之多次成為流行文化中的題材。最著名的一個例子就是鄉村二人樂隊「大富豪」於2006年發行的單曲「11月8日」，歌曲本身是受到一名173空降旅隊員尼爾斯·哈利斯（Niles Harris）的故事所影響，而此人在越戰中隨173旅參與過駝峰行動。之後於2006年7月1日在大美國鄉村頻道播映的一部紀錄片，便是受到該曲激發而製作的，內容則是173旅在駝峰行動中的作戰。
伊利諾州173號公路上一長達66英哩、沿著該州與威斯康辛州邊界行走的路段，於2008年定名為「第173空降旅公路」（173rd Airborne Brigade Highway）。
1979年電影《現代啟示錄》中的主角班傑明·韋勒上尉（Cpt. Benjamin L. Willard）也設定為173空降旅的軍官，並為駐越美軍研究觀察團（MACV-SOG）的人員。劇中亦指出他隸屬於「173旅第505營」，儘管這實際上純屬架空的單位，且173旅在越戰時期也沒有這個營。在片中，韋勒上尉常穿著繡有173旅傘兵袖章的叢林迷彩服。在1987年電影中，丹尼·葛洛佛飾演的羅傑·莫陶（Roger Murtaugh）亦設定成173空降旅退役隊員，在追溯他越南服役生涯的片段中，也穿著附有173旅配章的制服。1988年電影《》內，由布魯斯·威利飾演的將軍同樣是虛構的173空降旅角色，而該片主角丹佐·華盛頓飾演的探員赫伯（Anthony Hubbard）則設定成曾在第82空降師服役的老兵。

## 爭議事件
2019年，由於軍紀不彰，該旅兵員被旅長禁止進入駐地維琴察市區的指定街道。該旅兵員之前曾經涉及鬥毆，醉酒，交通肇事，以及因強奸被調查。